# Ракетная мощь
Ракетная мощь (англ. Rocket Power) — американский мультсериал производства студии «Klasky Csupo» для телевизионного канала Nickelodeon, выходивший в эфир с 16 августа 1999 года по 30 июля 2004 года.

## Сюжет
Сериал показывает жизнь четырёх подростков, которые живут на побережье Тихого океана в США. В жизни начинающих любителей экстремальных видов спорта происходит приятные и, наряду с этим, неприятные ситуации, связанные со школой, спортом, отношениями с родителями и работой в кафе.

## Персонажи

### Главные герои
- Освальд «Отто» Ракета (англ. Otto Rocket) — главный герой, возраст примерно 9-11 лет. Мастер катания на скейтборде, велосипеде, сёрфе и сноуборде. Как и его друзья, любит кататься в экстрим-парке «Безумный город». Стремится к лидерству. Бывает тщеславен к своему мастерству и всегда завидует, если кто-то выполняет трюк лучше него. В то же время, веселый, легкомысленный, беззаботный и упрямый. Носит тёмные очки и дреды. Вечно попадает в нелепые ситуации.
- Реджина «Реджи» Ракета (англ. Regina “Reggie” Rocket) — возраст примерно 10-12 лет. Старшая сестра Отто. Тоже мастер. Издаёт журнал под названием «Ракетный». Пытается выкрутить всех из различных ситуаций (если они в них попадают). Ненавидит, когда её называют Реджиной. Решительная, дружелюбная, ответственная. Но несмотря на это, довольно часто бывает недовольна Отто, иногда и ссорятся. Любит воспитывать Отто и Твистера, чем они всегда недовольны, считая что Реджи просто любит всеми командовать.
- Морис «Твистер» Родригес (англ. Maurice “Twister” Rodriguez) — лучший друг Отто. Также является мастером. Любит снимать на камеру, как они катаются. И не любит, когда в его кеды попадает песок. Как и Реджи, не любит, когда его называют по имени. Был новичком, пока не появился Сэм. Весёлый, дерзкий, иногда надоедливый и очень наивный. Не шибко умный, но сердце имеет доброе. Постоянно носит на голове кепку козырьком назад. Боится обезьян.
- Сэм «Новичок» Даллард (англ. Sam “Squid” Dullard — Сэм «Спрут» Даллард) — ровесник Отто и Твистера, но учится в одном классе с Реджи. Отличник. Катается не очень хорошо, но ребята его учат. Прозвище «Новичок» или «Сквид» («Кальмар»). Носит очки. Прекрасно управляется с компьютером, и поэтому помогает Реджи с «Ракетным» журналом. Робкий, осторожный, впечатлительный, ранимый, но очень добрый.
- Реймонд «Раймундо» Ракета (англ. Raymond “Raymundo” Rocket) — отец Отто и Реджи, вдовец. Примерно 40 лет, но уже лысеет. Хобби - сёрфинг. На голове носит панамку зелёного цвета. Владеет баром. Любит всю компанию и всегда их угощает. Иногда строгий, но при этом справедливый.
- Тито Макани (англ. Tito Makani) — лучший друг Рея. Гаваец. Около 40 лет. Добродушный толстяк, который постоянно даёт советы всей четвёрке, говоря древними гавайскими мудростями. Обычно называет всех «братец» или «братишка». Кожа смуглая. Носит бородку. В прошлом был спасателем. Любит сёрфинг, как и Реймонд. Работает вместе с Реем в баре. Всегда невозмутимый, но в серии «Гавайский Блюз» впервые разозлился.

### Второстепенные персонажи
- Ларс Родригес — старший брат Твистера и пожалуй, главный отрицательный герой сериала. Любит над ним и над его друзьями издеваться, но, несмотря на это, все же любит брата. Беззубый и шепелявит. Везде ходит со своими дружками-болванами. Как и младший брат, постоянно носит головной убор - шапку.
- Миссис Даллард — мать Сэма. Строгая и волнующаяся. Всегда проверяет по «сто раз», что Сэм взял, а что не взял (например, в поход). Разведена с мужем.
- Мистер и миссис Родригес — родители Твистера. Называют его по настоящему имени.
- Клио — двоюродная сестра Твистера. Поначалу соперничала с Реджи, но потом они подружились.
- Шерри и Триш — подруги Реджи, играют вместе с ней в одной волейбольной команде. Шерри — блондинка с вьющимися волосами, Триш — шатенка с чёлкой.
- Оливер — умник, как и Сэм.
- Маккензи — маленькая хулиганка, 5 лет. Даёт о себе знать в серии «Потеряли и нашли». Капризная и драчливая. Но иногда может быть милой.
- Лейтенант Тайс — лейтенант. Ужасно суров и постоянно всеми командует.
- Конрой Бланк — хозяин парка «Безумный Город». Дружелюбный, но строгий. Однажды устроился учителем.
- Офицер Шерли — темнокожая женщина в форме полицейского. Всегда придёт на помощь, если надо. Неравнодушна к Раймондо.
- Мёрф и Виолетта Стимплтоны — муж и жена, соседи семьи Ракета, уже в возрасте. Мёрф старательно оберегает от хулиганов и детей свой бассейн, подозрительно относится к главным героям. Виолетта же неоднократно завоевывает кубки за лучшие выращенные фиалки, относится к ребятам очень добродушно и всегда старается помочь им в беде.
- Мистер Даллард – отец Сэма. Бизнесмен и миллионер. Обычно занят только работой, но впоследствии стал больше уделять внимания сыну.